# Zastava M93
Das Zastava M93 Crna strela (Schwarzer Pfeil) ist ein Gewehr des serbischen Herstellers Zastava Oružje. Die Waffe gibt es in zwei Ausführungen in den Kalibern 12,7 × 99 mm NATO oder 12,7 × 108 mm.
Das M93 wurde auf der Grundlage des Mauser-Systems entworfen. Das M93 wurde ab 1998 in der jugoslawischen Bundesarmee eingeführt und ebenfalls exportiert. Die Waffe kam im Kosovokrieg 1999 und im Mazedonien-Konflikt 2001 zum Einsatz.